# Cteniscus
Cteniscus is een geslacht van insecten uit de orde vliesvleugeligen (Hymenoptera) en de familie Ichneumonidae.

## Soorten
- C. devius (Mason, 1955)
- C. dorsalis Cresson, 1864
- C. glutiniatus (Roman, 1909)
- C. inversus (Roman, 1909)
- C. maculiventris (Ashmead, 1896)
- C. nigrifrons (Thomson, 1883)
- C. pedatorius (Panzer, 1809)
- C. scalaris (Gravenhorst, 1829)